# Кобиля (Підляське воєводство)
Кобиля (пол. Kobyla) — село в Польщі, у гміні Перлеєво Сім'ятицького повіту Підляського воєводства.
Населення — 167 осіб (2011).
У 1975-1998 роках село належало до Ломжинського воєводства.

## Демографія
Демографічна структура станом на 31 березня 2011 року:
|          | Загалом | Допрацездатний вік | Працездатний вік | Постпрацездатний вік |
| -------- | ------- | ------------------ | ---------------- | -------------------- |
| Чоловіки | 89      | 17                 | 59               | 13                   |
| Жінки    | 78      | 16                 | 43               | 19                   |
| Разом    | 167     | 33                 | 102              | 32                   |